# Scotorythra ochetias
Scotorythra ochetias là một loài bướm đêm trong họ Geometridae.